# Corny-sur-Moselle

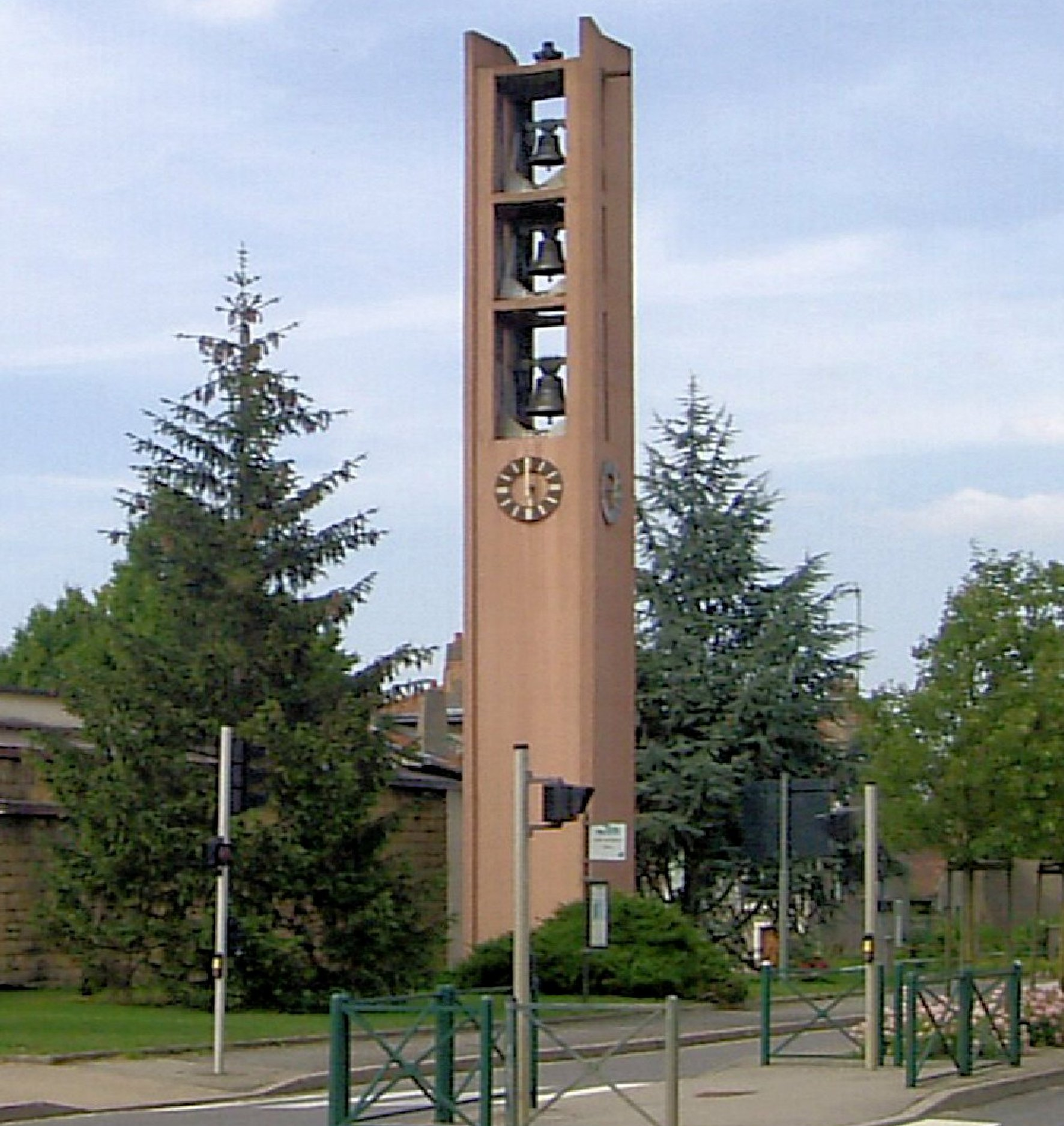
Glockenturm der Kirche St. Martin

Corny-sur-Moselle (deutsch Corny, 1915–1918 Corningen, 1940–1944 Korningen) ist eine französische Gemeinde mit 2155 Einwohnern (Stand 1. Januar 2022) im Département Moselle in der Region Grand Est (bis 2015 Lothringen). Sie gehört zum Arrondissement Metz.

## Geographie
Die Gemeinde liegt in Lothringen, am rechten Steilufer der Mosel, etwa zwölf Kilometer südwestlich von Metz und acht Kilometer südöstlich von Gorze. Das Gemeindegebiet umfasst 8,21 km².

## Geschichte
Der Ort ist seit prähistorischen Zeiten besiedelt. Hier verlief einst die alte Römerstraße von Scarpona nach Metz. Ältere Ortsbezeichnungen  sind Crosnei (1203), Courney (14. Jh.), Croney (1307), Cournay (15. Jh.), Corney (1471) und Courny  (1494). Corny gehörte früher zum Herzogtum Bar, das 1766 von Frankreich annektiert worden war.
Durch den Frieden von Frankfurt vom 10. Mai 1871 kam die Region mit Corny an Deutschland und wurde dem Landkreis Metz im Bezirk Lothringen des Reichslandes Elsaß-Lothringen zugeordnet. Während der Einschließung von Metz vom Spätsommer bis zum Herbst 1870 im vorangegangenen Deutsch-Französischen Krieg hatte Prinz Friedrich Karl von Preußen in Corny sein Hauptquartier.
Nach dem Ersten Weltkrieg musste die Region aufgrund der Bestimmungen des Versailler Vertrags an Frankreich abgetreten werden. Während des Zweiten Weltkriegs  besetzte die deutsche Wehrmacht die Region. Bei der Einnahme durch im Bündnis mit der Sowjetunion kämpfenden westalliierten Streitkräften Ende 1944 wurde Corny größtenteils zerstört.

### Demographie
| Anzahl Einwohner seit Anfang des 20. Jahrhunderts | Anzahl Einwohner seit Anfang des 20. Jahrhunderts | Anzahl Einwohner seit Anfang des 20. Jahrhunderts | Anzahl Einwohner seit Anfang des 20. Jahrhunderts | Anzahl Einwohner seit Anfang des 20. Jahrhunderts | Anzahl Einwohner seit Anfang des 20. Jahrhunderts | Anzahl Einwohner seit Anfang des 20. Jahrhunderts | Anzahl Einwohner seit Anfang des 20. Jahrhunderts | Anzahl Einwohner seit Anfang des 20. Jahrhunderts |
| ------------------------------------------------- | ------------------------------------------------- | ------------------------------------------------- | ------------------------------------------------- | ------------------------------------------------- | ------------------------------------------------- | ------------------------------------------------- | ------------------------------------------------- | ------------------------------------------------- |
| Jahr                                              | 1962                                              | 1968                                              | 1975                                              | 1982                                              | 1990                                              | 1999                                              | 2007                                              | 2019                                              |
| Einwohner                                         | 1024                                              | 1038                                              | 1132                                              | 1248                                              | 1490                                              | 1759                                              | 2152                                              | 2185                                              |

## Kultur und Sehenswürdigkeiten
- Kirche Saint-Martin in der Rue de Metz, 1960 in avantgardistischem Stil erbaut